# Carlander (släkt)
För andra betydelser, se Carlander.
Carlander är en släkt som härstammar från Karleby socken i Västergötland, där den äldste kände stamfadern var hemmansägaren Jan Andersson i Lilla Skattegården i Slöts. Dennes son Olof Carlander (1669–1740), kyrkoherde i Tunhems socken, tog sig namnet Carlander efter födelseorten Karleby. Han gifte sig 1712 med Beata Scarin (1687–1766), dotter till kyrkoherden i Tunhem, Asmund Scarin och Christina Cleverus. Olofs son var kyrkoherden i Yllestad, Asmund Carlander (1719–1770). Han gifte sig 1758 med Christina Rydell (1731–1808). En av sönerna var den berömde läkaren och assessorn Christofer Carlander. En annan son var kyrkoherden i Hofva, Olof Carlander (1760–1829), gift 1:o 1794 med Brita Magdalena Kyllin (1768–1796) och 2:o 1798 med Maria Christina, född Rynning (1778–1845). Fler var: Johan Peter Carlander (1764–1811), häradshövding i Hofva; häradshövdingen och assessorn vid Svea hovrätt Algot Carlander (1766–1811) samt Asmund Carlander, kofferdistyrman.
Andra kända medlemmar av släkten är:
- Johan Christopher Carlander (1838–1926), industriman
- Axel Carlander (1869–1939), industriman och politiker
- Hedvig Carlander (1875–1961), filantrop och donator

### Uppslagsverk
- Elgenstierna, Gustaf: Svenska släktkalendern 1914, s. 153. Albert Bonniers Förlag, Stockholm 1913
- Carlander. Nationalencyklopedin.
- Släktbok, Del I. (Avskrift i Landsarkivet i Göteborg, s. 1–512.) Anders Niclas Settergren (1825–1887), s. 265–.